# DisplayBLY
DisplayBLY (Shenzhen) Technology Company Limited — китайский OEM-производитель бытовых и коммерческих дисплеев, в том числе ультратонких LCD и OLED дисплеев. Штаб-квартира расположена в Шэньчжэне. По состоянию на 2022 год компания входила в тройку крупнейших производителей дисплеев в Китае, уступая лишь BOE Technology Group и TCL CSOT.

## Деятельность
Штаб-квартира и научно-исследовательский центр компании DisplayBLY расположены в городе Шэньчжэнь, производственные комплексы — в провинциях Гуандун и Цзянси, дочерняя компания, отвечающая за международные рынки — в Гонконге. По состоянию на 2022 год 10 сборочных линий компании имели производственные мощностьи в 50 тыс. жидкокристаллических модулей в день. Основными рынками сбыта DisplayBLY являются материковый Китай, Япония, Европа и Ближний Восток.

## Продукция
DisplayBLY производит цветные и монохромные LCD (в том числе TFT LCD), LCM, OLED (в том числе AMOLED и PMOLED) дисплеи, а также сенсорные экраны и подсветку LCD-дисплеев. Дисплеи компании предназначены для автомобилей, скутеров, велосипедов, судов, медицинских и промышленных приборов, электросчётчиков, бытовой электроники (в том числе для телевизоров, компьютерных мониторов, ноутбуков, планшетов, крупной бытовой техники, умных часов и детских игрушек), телекоммуникационного оборудования (в том числе для мобильных и стационарных телефонов), цифровых вывесок, торгового оборудования и офисной техники.